# Kidō Senshi Victory Gundam
Mobile Suit Victory Gundam (jap. 機動戦士Vガンダム Kidō Senshi Vikutorī Gandamu) – japoński serial anime wyprodukowany przez studio Sunrise w roku 1993. Był emitowany na kanale TV Asahi od 2 kwietnia 1993 do 25 marca 1994, liczył 51 odcinków. Podobno jak poprzednie serie, Victory Gundama reżyserował Yoshiyuki Tomino. Jest to czwarty i ostatni serial Gundam w czasoprzestrzeni Wieku Kosmicznego (UC). Chronologicznie według kalendarza UC jest to najnowsza historia.
Przez wielu fanów uznawany za najlepszą serię Gundam wraz z Zetą. Serial posiada szeroką gamę postaci. Podczas tworzenia Victory, Tomino przeżywał skrajną depresję i stres, co ma odzwierciedlenie w tym serialu. Ginie wielu bohaterów, zarówno pobocznych jak i pierwszoplanowych.

## Fabuła
Akcja toczy się w roku 0153UC (Sto pięćdziesiąty trzeci rok Wieku Kosmicznego), prawie 70 lat po Gundam ZZ i stanowi w pewnym sensie kontynuację filmu Gundam F91. W kosmosie powstaje Cesarstwo Zanscare. Osłabiona Federacja Ziemska zostaje przez nie zaatakowana, jednak z powodu nadchodzącego kryzysu nie może się bronić. Jedyną nadzieją jest podobna do dawnych AEUG i Karaby organizacja wojskowa zwana Ligą Militarną. Ich masowo produkowany mobil – LM312V04 Victory Gundam jest sekretną bronią przeciwko cesarskiemu oddziałowi mobili BESPA. Siła BESPy wzrasta, rozpoczynają się szykanowania oraz masowe egzekucje na gilotynach, aby wprowadzić na Ziemi chaos i strach.
13-letni uchodźca z kolonii, Uso Ewin wiódł spokojne życie wraz ze swoją przyjaciółką z dzieciństwa – Shakti Kareen. Obydwoje wraz zostali wplątani w konflikt Ligi z Zanscarem, kiedy ci drudzy zaatakowali ich miasteczko Kasarelię. Chłopak postanawia się bronić, używa do tego Victory Gundama. Stacza pojedynek z pilotem Zanscare – Chroniclem Asherem i rozpoczyna się ich rywalizacja. Uso wraz Shakti i nowo poznanymi przyjaciółmi dołącza do przypadkowo poznanej pilotki mobilów – Marbet Fingerhat oraz do Ligi Militarnej. Pilotując mobila jest on świadkiem piekła, jakie czyni wojna.

## Liga Militarna
- Uso Ewin (jap. ウッソ・エヴィン Usso Evin)

Seiyū: Daisuke Sakaguchi 
Główna postać serialu. Newtype, 13-letni nielegalny imigrant z kolonii kosmicznej, który został wplątany w konflikt między Ziemią a Zanscare. Pilot tytułowego Victory Gundama oraz jego następcy – Victory 2 Gundama. Z natury to nieco nieśmiały, spokojny i dobry chłopak. Podczas akcji serialu przeżywa dramat i szok, ginie wielu jego towarzyszy. Od dzieciństwa mieszkał w osadzie Kasarelia wraz z Shakti Kareen. Podobnie jak jego poprzedni główni bohaterowie Gundamów, Uso posiada robota Haro, jednak ten jest zdolny nawet do samodzielnego pilotowania mobila. Jego ojciec jest jednym z głównych szefów Ligi Militarnej. Matka Uso jest główną projektantką i twórczynią V2. Podczas ataku Zanscare na Kasarelię Uso latając na paralotni kradnie nowego mobila kolonii – Shokewa, pilotowanego przez Cronicle'a Ashera. Odtąd zaczyna się ich rywalizacja, która trwa do końca serii. Uso pisał z dziewczyną z miasta Woowig – Katejiną Loos, z którą ucieka z ruin owego miasta i dołącza do Ligi Militarnej. Jednak kiedy ta przeszła na stronę Zanscare, Uso dalej próbował przywrócić ją na dobrą drogę. Podczas wojny matkę zastąpiła mu Marbet, która kochała go jak syna. Gołębice także nim się opiekowały i były dla niego namiastkami sióstr. Uso często działał z Odelo Henrieckiem, który był dla niego jak starszy brat. Jednak jego prawdziwą miłością jest Shakti, z którą mieszka od dzieciństwa w Kasareli. Mocno przejął się śmierciami Gołębic, Olivera, Odelo, a także swojej matki. Uso przeżył wojnę i powrócił do Kasarelii.
- Shakti Kareen (jap. シャクティ・カリン Shakuti Karin)

Seiyū: Yumi Kuroda 
12-latka, najlepsza przyjaciółka Uso, która wraz z nim mieszkała w osadzie Kasarelia. Jest córką władczyni Zanscare – Marii oraz siostrzenicą Cronicle'a. Shatki jest opiekuńczą dziewczyną i ogromną pacyfistką. Najczęściej widywana jest z ze swoim psem Flandersem, Haro oraz Karlmanem – niemowlakiem, którym się opiekuje. Stała się bliską przyjaciółką i jakby starszą siostrą dla Suzy. Przeżyła wojnę i wróciła do Kasarelii. Cicha i spokojna, jednak wewnątrz ma silną osobowość. Wszystkie sprawy wolałaby rozwiązywać rozmowami a nie wojną. Jako że jest córką królowej, Shakti jest bardzo szanowana przez oficerów Zanscare. W ostatnim odcinku stała się rdzeniem Angel Halo – kosmicznej fortecy, którą Zanscare chciało podbić Ziemię. Połączyła wtedy modlitwy uśpionych ludzi przebywających na tej satelicie, jednak skierowała je przeciwko koloniom dzięki czemu Liga Militarna i Federacja Ziemska wygrały wojnę. Po pokonaniu Zanscare Shakti powróciła do Kasarelii i mieszka razem z Suzy.
- Marbet Fingerhat (jap. マーベット・フィンガーハット Mābetto Fingāhatto)

Seiyū: Ayako Shiraishi 
22-letnia pilotka Ligi Militarnej, którą Uso spotkał przypadkowo w Kasarelii, gdy uciekała od robota Zanscare. Po tym jak zostaje ranna w nogę jej obowiązki przejmuje Uso, który dołączył do Ligi. Marbet jest z natury cicha, ale ma silną wolę. Jest zakochana w Oliverze Inoe – dowódcy Gołębic i jest o niego zazdrosna. W końcu Oliver i Marbet biorą ślub, czego owocem jest ich nienarodzone jeszcze dziecko. Niestety, Oliver chcąc chronić ją i pozostałych dokonuje ataku kamikaze i Marbet zostaje wdową. Od tej pory to ona jest dowódcą Gołębic, jednak pilotuje normalnego Victory zamiast Hexy. Po wojnie zamieszkała w Kasarelii razem z Uso, Warrenem, Shakti i Suzy i czeka aż urodzi dziecko.
- Odelo Henrieck (jap. オデロ・ヘンリーク Odero Henrīku)

Seiyū: Masayuki Nakata 
Kolega Uso, Warrena i Suzy, 15-latek pochodzący z miasta Largaine, które zostało zaatakowane przez Zanscare i zostało jego bazą na środkową Europę. Syn pułku – stracił obydwoje rodziców podczas aaku Zanscare. Ponoć był nienawidzony przez własnego ojca. Najstarszy z dzieci, które dołączyły do Ligi Militarnej. Był świadkiem wielu egzekucji na gilotynie, które kosmiczne imperium wykonywało na Ziemianach. Mając tego dosyć dołączył do Ligi Militarnej. Pełnił wtedy funkcję pomocnika, tzn osłaniał mobile Ligi za pomocą pancerfaustów i tym podobnych broni. Często kłóci się z Uso i wytyka mu błędy, jednak stanowią zgrany duet. Jest zakochany w Elischie Kranskiej. Po śmierci Olivera, Odelo otrzymuje Gunblastora. W ostatnim odcinku ginie zabity przez Katejinę. Dopiero po jego śmierci Uso uznaje go za namiastkę starszego brata. Duch Odelo pomaga Uso dotrzeć do Shakti i pokonać Zanscare raz na zawsze.
- Tomache Massarik (jap. トマーシュ・マサリク Tomāshu Masariku)

Seiyū: Tomokazu Seki 
Siedemnastoletni chłopak pochodzący z Hiland – neutralnej satelity czerpiącą energię słoneczną, którą Zanscare chciało podbić by przejąć ten surowiec do zasilania broni. Dołączył do grupy wraz ze swoimi bratem i ojcem, a także dwoma przyjaciółkami, którzy zostali wzięci jako zakładnicy Zanscare. Po śmierci Olivera, on i Odelo dostają Gunblastory. Jego nazwisko pochodzi od Tomáša Masaryka – pierwszego prezydenta Czechosłowacji. Prawdopodobnie przeżył wojnę i zamieszkał na Ziemi wraz z ojcem i bratem.
- Warren Trace (jap. ウオレン・トレイス Uoren Toreisu)

Seiyū: Rica Matsumoto 
14-latek, kolega Odelo, który także pochodzi z miasta Largaine. Również był świadkiem egzekucji na gilotynach. Wraz z Odelo i Suzy, Warren dołączył do Ligi Militarnej. Jest zakochany w Martinie Kranskiej. Pełni funkcję pomocnika, a także jednego z pilotów statków Ość i Biała Arka. Po wojnie Warren zamieszkał w Kasarelii i chodzi z Martiną.
- Suzy Relane (jap. スージー・リレーン Sūjī Rirēn)

Seiyū: Satomi Kōrogi 
9-letnia dziewczynka z miasta Largaine, koleżanka Odelo i Warrena. Jest jak na swój wiek bardzo odpowiedzialna i uczuciowa. Była świadkiem egzekucji ludzi na gilotynach co skończyło się szokiem psychicznym. Wraz z Odelo i Warrenem, Suzy dołączyła do Ligi Militarnej. Często widać ją u boku Shakti, która jest dla niej namiastką siostry. Suzy pomaga jej opiekować się Karlmanem. Po wojnie zamieszkała w Kasarelii.
- Oliver Inoe (jap. オリファー・イノエ Orifaa Inoe)

Seiyū: Keiichi Sonobe 
Był pierwszym dowódcą Gołębic oraz jednym z pilotów Victory. Nosi okulary. Był zakochany w Marbet, która była o niego zazdrosna widząc go z podwładnymi. W połowie serii biorą oni ślub wskutek czego Marbet zachodzi w ciążę z dzieckiem Olivera. Kiedy Chronicle wysyła do walki statek klasy Ardastea, Oliver używa swojego Core Fightera od V2 by spróbować ich powstrzymać. Rozbija się o statek i ginie na miejscu. Jego prochy zostały rozsypane w kosmosie przez jego żonę, Gołębice oraz Uso i przyjaciół.
- Karlman Dukartuse (jap. カルルマン・ドゥカートゥス Karuruman Dukatousu)

Seiyū: Satomi Kōrogi 
Niemowlak, ma 1 rok. Karlman pochodzi z Woowig, miasta niedaleko Kasarelii, które zostało zaatakowane przez żołnierzy Zascare. Jego matka ginie w tym ataku, jednak dziecko ocalało i zostało zabrane przez Katejinę i Uso. Kiedy oni uciekają z ruin do Kamiona, opiekę nad Karlmanem przejmuje Shakti, która przez praktycznie całą serię z nim występuje. Jego nianią jest także Suzy, która równie często występuje przy boku Shakti. Podczas ostatniej bitwy z Zanscare, Karlman zaczął chodzić i mówić (prawdopodobnie jest to oznaka Newtypa). Po wojnie zamieszkał w Kasarelii.
- Karel Massarik (jap. カレル・マサリク Kareru Masariku)

Seiyū: Yūko Kobayashi 
Młodszy brat Tomache'a. Był jednym z kilkorga dzieci z satelity Hiland, których Zanscare wzięło za zakładników. Po dywersji Uso i Marbet, Karel, jego brat i siostry Kranskie dołączyły do Ligi Militarnej. Chłopak był pilotem dwóch statków Ligi – Ości oraz Białej Arki. Przeżył wojnę i prawdopodobnie zamieszkał z bratem i ojcem w Kasarelii.
- Waclaw Massarik (jap. バーツラフ・マサリク Bātsurafu Masariku)

Seiyū: Keiji Fujiwara 
Ojciec Tomache'a i Karela. Nie odgrywa zbyt dużej roli w serialu, rzadko się pojawia. Dołączył do Ligi po tym, jak Karel został wzięty przez Zanscare za zakładnika.
- Elisha Kranska (jap. エリシャ・クランスキー Erisha Kuransukī)

Seiyū: Michiyo Yanagisawa 
15-letnia dziewczyna pochodząca z satelity Hiland, starsza siostra Martiny. Dołączyła do Ligi po tym, jak jej siostra została wzięta przez Zanscare za zakładnika. Na statkach "Ość" i "Biała Arka" pełniła funkcję operatora systemu. Elisha jest poważną i dorosłą dziewczyną, mimo swojego wieku. Odelo zakochał się w niej od pierwszego wejrzenia, jednak z początku Elisha nie była nim zainteresowana. Mimo to chłopak dalej starał się zdobyć jej serce i po jakimś czasie mu się to udaje. Niestety, Odelo zostaje zabity przez Katejinę i Elisha płakała z jego powodu. Przeżyła wojnę i zamieszkała w Kasarelii wraz z rodzicami i Martiną. Często odwiedza wtedy grób Odelo.
- Martina Kranska (jap. マルチナ・クランスキー Maruchina Kuransukī)

Seiyū: Konami Yoshida 
Młodsza siostra Elishy. Była jedną z dzieci z satelity Hiland, których Zanscare wzięło za zakładników. Po dywersji Uso i Marbet, siostry Kranskie oraz bracia Massarik wraz z ich ojcem dołączyli do Ligi Militarnej. Warren zakochał się w niej od razu gdy spotkał ją, kiedy została uprowadzona. Podobnie jak jej siostra, Martina jest poważna. Niestety, nie jest odporna na zmianę środowiska (nabawiła się w kosmosie febry a na Ziemi choroby morskiej). Na statku "Biała Arka" pełniła rolę łącznika. Przeżyła wojnę, zamieszkała w Kasarelii i zaczęła chodzić z Warrenem.
- Załoga Kamiona (jap. カミオン隊 Kamion tai) – grupa staruszków, którzy przeciwstawili się Zanscare i wraz z kilkoma innymi ludźmi postanowili wykorzystać Victory do walki z imperium.
  - Romero Marabal (jap. ロメロ・マラバル Romero Marabaru)

Seiyū: Chafūrin 
85-letni mechanik. Po śmierci Oi Nyunga zostaje przywódcą załogi. Najbardziej doświadczony oraz najstarszy ze wszystkich członków załogi Kamiona. Nadzorował przelot zakamuflowanych transportów mobili w kosmos. Niekiedy się denerwuje, jednak potrafi zachować zimną krew. Zdołał przekonać Uso by pozostał z nimi, ponieważ Kasarelia nie była już bezpiecznym miejscem. Ginie wraz z Leonidem pilotując Gun EZa jako wieżyczkę obronną Reinforce Jr. podczas ostatniej bitwy z Zanscare.
- - Leonid Almodovar (jap. レオニード・アルモドバル Reonīdo Arumodobaru)

Seiyū: Jōji Nakata 
70-letni sanitariusz i kierowca. Także doświadczony członek załogi. Ginie wraz z Romero w Gun EZie. podczas ostatniej bitwy z Zanscare.
- - Otis Arkins (jap. オーティス・アーキンズ Ōtisu Ākinsu)

Seiyū: Naoki Bandō 
75-letni operator. Był za młodu pastorem, udzielił ślubu Oliverowi i Marbet. Nosi okulary i ma łagodny charakter. Ginie podczas samobójczego ataku Reinforce Jr. na Angel Halo.
- - Oi Nyung (jap. オイ・ニュング Oi Nyungu)

Seiyū: Hirohiko Kakegawa 
70-letni hrabia, był dowódcą Kamiona, dopóki nie został uprowadzony przez Chronicle'a z Katejiną. Odmówił wsypania swoich towarzyszy, przez co został skazany na publiczne ścięcie na gilotynie.
- - Estelle Chavari (jap. エステル・チャバリ Esteru Chabari)

Seiyū: Ikuko Tatsu 
65-letnia kucharka, pełni funkcję kwatermistrza. Ma dobre serce. Jest jedyną ze staruszków, którzy przetrwali wojnę.
- Robert Gomez (jap. ロベルト・ゴメス Roberto Gomesu)

Seiyū: Osamu Katō 
Kapitan lotnictwa wojsk Federacji, który pomógł w transporcie zakamuflowanych mobili do neutralnego kosmodromu Gibraltar. Dołączył do drużyny widząc poczynania Uso i poleciał z nią w kosmos. Stał się kapitanem statku Reinforce, a także jej następcy – Reinforce Jr. Gomez jest osobą ostrą i z silną wolą, ale także bardzo przyjacielską. Później do dowodzenia statkami dołączył Jin Gehennam, jednak załoga uznała Gomeza za prawowitego dowódcę. Kapitan ginie wraz ze starszyzną i Jinem Gehennamem w samobójczym ataku Reinforce Jr. na Angel Halo.
- Jin Gehennam (jap. ジン・ジャハナム Jin Jahanamu)

Seiyū: Ginzō Matsuo 
Jeden z głównodowodzących Ligą Militarną. Właściwie jest to osobnik, który przybrał pseudonim „Jin Gehennam”, który tak naprawdę jest aliasem Hangelga Ewina. Jin Gehennam jest niskim latynosem. Wszyscy myśleli że to bohater wojenny, jednak naprawdę jest to tchórz i choleryk. Jednak kiedy Reinforce Jr. dotarła do Angel Halo postanowił dokonać samobójczego ataku na Zanscare, wskutek czego ginie wraz z Gomezem i dawną załogą Kamiona. Był to dowód na to, że nosił swój pseudonim z honorem i odwagą.
- Hangelg Ewin (jap. ハンゲルグ・エヴィン Hangergu Evin)

Seiyū: Ken’yū Horiuchi 
Ojciec Uso, dowódca Ligi Militarnej. Jest także prawdziwym „Jinem Gehennamem”. Pierwotnie szefował bardzo potężnej korporacji, która z czasem przekształciła się w Ligę Militarną. Pomimo że spotkał się z synem na statku „Joanna D'arc” był zbyt zajęty aby z nim być. Został zabity wraz z kapitanem „Joanny D'arc” – Mubarakiem przez Chronicle'a.
- Myuler Migel (jap. ミューラ・ミゲル Myūra Migeru)

Seiyū: Mako Hyōdō 
Matka Uso, jest jednym z najważniejszych inżynierów Ligi. Po latach rozłąki z synem, Myuler spotkała się z nim na Księżycu. Według niej, zachowanie Uso pokazywało, że jest on Newtypem, z czego Myuler była bardzo dumna. To ona zaprojektowała i wysłała do syna V2 Gundama oraz „Białą Arkę”. Myuler zostaje uprowadzona przez Goze Barla i stała się jego zakładnikiem. Niestety, gdy Uso próbował ją ratować, została potrącona przez spadający statek klasy Lystea. Uso, Shakti i Suzy opłakiwali jej śmierć.
- Oddział Gołębic (jap. シュラク隊 Shuraku tai) – specjalny oddział bojowy Ligi Militarnej, składający się wyłącznie z profesjonalnie wytrenowanych kobiet. Ich szefem jest Oliver Inoe, a po jego śmierci Marbet Fingerhat i Cony Francis. W serialu ginie każda z Gołębic. Ich głównymi maszynami są Gun EZy, jednak niektóre z nich pilotują Gunblastory lub Victory Gundamy (Hexa jest zarezerwowana dla dowódcy).
  - Junko Jenko (jap. ジュンコ・ジェンコ Junko Jenko)

Seiyū: Yūko Kobayashi 
Przywódczyni grupy. Impulsywna dziewczyna, ma tendencję do bezmyślnego i nacechowanego negatywnymi emocjami wkraczania do walki w samym centrum boju, co bardzo martwiło Olivera i Uso. Marbet bała się, że jej ukochany żywi uczucia do Junko, jednak gdy obydwoje wyjawiają jej, że o tylko czysta formalność, Junko i Marbet zbliżają się do siebie. Uso również pytał ją o to czy kocha się w Oliverze, jednak Junko zaprzeczyła mówiąc mu, że to są sprawy dorosłych i nie powinien się mieszać. W 27 odcinku kiedy Chronicle podłożył bombę na ogromnym dziale Ligi (które miało zniszczyć kolonię na Stronie 2) Junko postanawia ją rozbroić, jednak nie udaje jej się to i ginie w eksplozji na oczach Uso. Jest piątą zabitą Gołębicą. Na jej miejsce weszła Cony – jedyna ze starego oddziału. Pilotowała Gun EZa i Gunblastora.
- - Cony Francis (jap. コニー・フランシス Konī Furanshisu)

Seiyū: Satomi Kōrogi 
Piegowata brunetka, jest jedyną z Gołębic, która występuje przez praktycznie całą serię (pierwszy raz widać ją w 9 odcinku, ostatni w 51). Cony nie zbliżyła się do Uso tak jak jej inne koleżanki. Przyjaźniła się z Marbet i uszyła jej suknię na ślub z Oliverem. Po śmierci Olivera jako jedyna Gołębica ze starego składu zostaje dowódcą drużyny wraz z Marbet. Cony zostaje zabita przez Katejinę w ostatnim odcinku. Pilotowała Gun EZa i Hexę. Jej nazwisko pochodzi od Connie Francis – amerykańskiej piosenkarki.
- - Mahelia Meril (jap. マヘリア・メリル Maheria Meriru)

Seiyū: Mari Maruta 
Młoda Mahelia straciła brata oraz rodziców na wojnie. Jedna z pierwszych Gołębic, które pojawiły się w serialu. Była pierwszą z oddziału, która nawiązała przyjaźń z Uso, kiedy podwiozła go do bazy. Opowiedziała mu wtedy swoją historię. Była najbardziej zszokowana po stracie Helen i postanowiła ją pomścić. Mahelia osłaniała lot załogi Kamiona do Gibraltaru, jednak działała w ogromnej furii. Odłączyła się w pewnej chwili od konwoju i chciała zabić Lupe Cineau. Jednak została odnaleziona przez Quana Lee i wdała się z nim w bój. Brak zimnej krwi spowodował zniszczenie kokpitu jej mobila i w konsekwencji Mahelia zginęła w 13 odcinku. Uso przeżył jej śmierć najmocniej ze wszystkich Gołębic. Jest drugą zabitą z grupy. Pilotowała Gun EZa.
- - Kate Bush (jap. ケイト・ブッシュ Keito Busshu)

Seiyū: Shinobu Adachi 
Jedna z pierwszych Gołębic, które pojawiły się w serialu. Wesoła dziewczyna, miała bardzo dobre stosunki z Mahelią. W 14 odcinku uczestniczyła w pogrzebie Mahelii, kiedy to powiedziała, że Uso i Shakti wydawali się jakby mieli żyć razem aż do śmierci. W tym samym odcinku Kate walczyła w obronie promu, w którym leciała Katejina Loos. Quan Lee, który pilotował nowego mobila Zanscare – Memmedorzę, zniszczył fragment podtrzymujący tory. Kate postanowiła użyć swojego mobila by podtrzymać most, jednak Quan Lee odnalazł ją i wbił miecz wiązkowy swojego mobila w kokpit robota Ligi, w którym siedziała Kate. Dziewczyna zginęła na miejscu, jako trzecia z Gołębic. Pilotowała Gun EZa. Jej nazwisko pochodzi od angielskiej piosenkarki Kate Bush.
- - Helen Jackson (jap. ヘレン・ジャクソン Heren Jakuson)

Seiyū: Rika Fukami 
Należała do Gołębic od samego ich powstania, gdzie była zastępczynią dowódcy. Helen ginie jako pierwsza z Gołębic, pojawia się tylko w 9 i 10 odcinku. Pilotowała Gun EZa.
- - Peggy Lee

Seiyū: Kae Araki 
Kolejna z pierwszej szóstki Gołębic, które pojawiły się w serialu. Została ranna podczas walki z flotą Zugana, kiedy ukradziony przez Ligę statek klasy Shinope zaatakował kolonię Zanscare. Mimo swoich poważnych ran, Peggy postanowiła pomóc Uso i przyjaciołom w ucieczce i ginie zabita przez pilotującego Kontio Chronicle'a jako czwarta z Gołębic. Była pilotką Gun EZa. Jej nazwisko pochodzi od amerykańskiej piosenkarki Peggy Lee.
- - Juka Meilasch

Seiyū: Atsuko Tanaka 
Należała do oddziału Bagleya, który został pokonany przez wojska Zanscare przebywające na satelicie Keilas Guille. Przeżyła bitwę jako jedyna i po spotkaniu z żołnierzami Ligi dołączyła do Gołębic. Świetna pilotka, potrafi dokładnie ocenić sytuację i doskonale walczyć. Zginęła w ostatnim odcinku zabita przez Katejinę.
- - Miliera Katan

Seiyū: Narumi Hidaka 
Pilotka pochodząca z Largaine, wcielona do Gołębic pod koniec serialu. Ma oschły charakter i często straszy Uso. Ginie w ostatnim odcinku zabita przez Katejinę.
- - Francesca Ohara

Seiyū: Hiromi Ishikawa 
Pilotka pochodząca z Largaine, wcielona do Gołębic pod koniec serialu. Frannie, jak mówią na nią koleżanki, ma ciepły charakter w stosunku do Uso i lubi się z nim bawić. Ginie w ostatnim odcinku zabita przez Katejinę.

### Mobile
- LM312V04 Victory Gundam (jap. ヴィクトリーガンダム (Vガンダム) Vikutorī Gandamu (Bui Gandamu)) – tytułowy mobil serialu. Masowo produkowany przez Ligę Militarną, Victory Gundam jest tajną bronią przeciwko Zanscare przystosowaną do walki na Ziemi. Maszyna składa się z trzech części – myśliwca Core Fighter (jedyna część z pilotem, stanowiąca głowę, kokpit i tors), Top Fightera (stanowiącego ręce, może się połączyć samoczynnie z Core Fighterem) oraz Boot Fightera (stanowiącego nogi, także możliwe połączenie z Core Fighterem). Victory Gundam uzbrojony jest w standardową broń Gundama: miecz świetlny, działka na głowie, tarczę laserową oraz karabin laserowy. Mobil jest wyposażony w funkcję odłączania i wymieniania zniszczonych części. Jego głównym pilotem jest Uso, jednak inne Victory są pilotowane przez m.in. Marbet i Olivera, a także przez niektóre Gołębice. Mobil jest koloru białego, z akcentami czerwonego oraz niebieskim wejściem do kokpitu. Hełm Victory przypomina głowę Gundama 2 z Zety, jednak ma bardziej opływowy kształt i nieco krótsze, złote "rogi" w kształcie litery V. Podział na części nawiązuje do Double Zety, który też był do tego zdolny. Po otrzymaniu V2 przez Ligę, nazywany jest też V1. Posiada kilka wariantów: 
  - LM312V004+SD-VB03A Victory Dash Gundam – inaczej V-Dash Gundam jest to połączenie Victory z Overhangiem – specjalnym "plecakiem", który pozwala mobilowi latać w kosmosie. Broń ma tę samą, co w normalnej postaci. Ponadto Overhang może się połączyć z Core Fighterem Victory.
  - LM312V006 Victory Gundam Hexa – jest to inna wersja Victory, różniąca się tylko hełmem, który ma białe, szpiczaste uszy. Hexa została stworzona dla dowódców oddziałów by można było ich rozpoznać. Kiedy Marbet została dowódcą Gołębic zmieniła hełm Victory na normalny, ponieważ Hexa przypominała jej o śmierci męża.
  - LM312V006+SD-VB03A Victory Dash Gundam Hexa – inaczej V-Dash Gundam Hexa, połączenie Hexy z Overhangiem.
- LM111E02 Gun EZ (jap. ガンイージ Gan Īji) – inny masowo produkowany mobil, przeznaczony głównie do walki na Ziemi. Prawdopodobnie jest daleką kontynuacją serii Gundamopodobnych mobili GM. W przeciwieństwie do Victory, Gun EZ nie jest podzielony na wymienne segmenty, tylko stanowi jedną całość. Uzbrojony jest w miecz świetlny, tarczę świetlną, karabin laserowy, bazookę i działka na głowie. Jest koloru zielonego, z akcentami fioletowego. Jest standardową maszyną Gołębic.
  - LM111E03 Gunblastor (jap. ガンブラスター Ganburastā) – jest to ulepszony Gun EZ, przeznaczony do walki w kosmosie. Posiada przystosowane do tego skrzydła. Broń jest mniej więcej ta sama. Od Gun EZa różni się także kolorem – jest jaśniejszy, a także ma czerwone wejście do kokpitu. Jego głównymi pilotami są Odelo i Tomache.
- LM314V21 Victory 2 Gundam (jap. ヴィクトリー2ガンダム (V2ガンダム) Vikutori Tsū Gandamu (Bui Tsū Gandamu)) – następca Victory, od czasu powstania jest flagowym mobilem Ligi Militarnej. Podobnie jak poprzednik, V2 składa się z 3 wymiennych części: Core Fightera, Top Fightera i Boot Fightera, które różnią się wyglądem i spełniają tę samą rolę co u poprzednika oraz mogą zostać wymienione po uszkodzeniu. Także tutaj te części bez pilota mogą się łączyć z Core Fighterem. V2 różni się od Victory pod kilkoma względami. Po pierwsze: V2 jest automatycznie przystosowany do walki zarówno na Ziemi, jak i w kosmosie (nie potrzebował plecaka rakietowego). Pozwalają mu na to laserowe skrzydła umieszczone na plecach robota. Po drugie: różni się wyglądem. Mobil jest koloru białego i niebieskiego, z akcentami złotego i czerwonego. Na torsie i ramionach posiada swoistego rodzaju przedłużenia które służące jako skrzydła i które wraz z górną częścią kokpitu robota tworzą literę V. Głowa jest taka sama jak u Victory. Uzbrojony jest w praktycznie tę samą broń, co poprzednik. Jego jedynym pilotem był Uso, jednak Core Fightera od V2 pilotował także Oliver, który dokonał nim ataku kamikaze. V2 posiada kilka wariantów:
  - LM314V23 Victory 2 Buster Gundam – V2 łączy się z naramiennym działem składającym się z dwóch części: długiego działa i krótkiego działa.
  - LM314V24 Victory 2 Assault Gundam – V2 łączy się ze specjalną, niebiesko-złotą zbroją. Uzbrojony jest wtedy ogromny karabin laserowy oraz specjalną tarczę.
  - LM314V23-24 Victory 2 Assault-Buster Gundam – najsilniejsza postać V2, połączenie Bustera i Assaulta.
- RGM-119 Jamesgun i RGM-122 Javelin – dawne mobile Federacji, pochodzące jeszcze z czasów wojny z rodem Ronah. Są to następcy serii mobilów GM. Rzadko widywane w serialu. Kilka Javelinów brało udział w walce z Keilas Guille.
- ZM-S06G Zoloat – jeden z Zoloatów Cesarstwa Zanscare oraz statek klasy Shinope zostały zdobyte przez Ligę Militarną. Podobnie jak statek, mobil został przemalowany na biało. Za jego sterami zasiadła Marbet oraz jeden raz pilotował go Tomache.

### Statki i pojazdy
- Kamion (jap. カミオン Kamion) – ciężarówka wojskowa, pierwszy pojazd załogi. Kamion był używany do transportu elementów Victory Gundama.
- Reinforce (jap. リーンホース Rīnhōsu) – pierwszy statek Ligi Militarnej. Został powołany do służby już w 0103UC roku, jednak Federacja rzadko go używała. Skutkowało to pozostawieniem pustego statku. Po przybyciu do kosmosu Liga Militarna przejęła przestarzałą Reinforce i przywróciła ją do działania. Jej dowódcą został kapitan Gomez. Jest zdolna pomieścić prawie 10 mobili. Reinforce bierze udział w ataku na Keilas Guille, gdzie zostaje wtedy zniszczona. Jej części posłużyły za stworzenie Reinforce Jr.
- Ość (jap. 魚の骨 Sakana no hone) – statek klasy Shinope, zdobyty na żołnierzach Zanscare. Był to statek, w którym żołnierze cesarstwa wzięli za zakładników dzieci z neutralnej satelity Hiland. Po fortelu Uso i przyjaciół, Liga Militarna przejmuje nad nim dowodzenie i przemalowuje go na biało wraz ze zdobycznym Zoloatem. Tak jak inne statki tej klasy, Ość może przewieźć 2 mobile naraz. Jedno miejsce w kokpicie jest do góry nogami. Ość podczas drugiego ataku Ligi na Stronę 2 została ponownie (dla kamuflażu) przemalowana na czerwono wraz z Zoloatem Ligi. Podczas tej akcji została zniszczona.
- Gaunland (jap. ガウンランド Gaunrando) – statek typu Aleksandria, który należał do Jina Gehennama. Podczas walki z Keilas Guille, pusty Gaunland został użyty jako osłona dla Reinforce co skutkowało jego zniszczeniem. Jego części także posłużyły na budowę Reinforce Jr.
- Reinforce Jr. (jap. リーンホースJr. Rīnhōsu Junya) – drugi statek Ligi Miliatrnej. Został stworzony poprzez połączenie kolonialnego statku klasy Squid ze zniszczoną Reinforce. Początkowo nazywał się La Vien Rose 4, ale w 22 odcinku Jin Gehennam przechrzcił statek na Reinforce Jr. Grupa używa tego statku przez praktycznie całą serię. Także tutaj kapitanem był Robert Gomez, jednak obok niego dowodził Jin Gehennam. Statek ten jest pojemny, potrafi przewieźć wiele mobili. W przedostatnim odcinku, kiedy Liga dociera do Angel Halo, Gomez, Gehennam i dawna załoga Kamiona postanawiają dokonać nim samobójczego ataku na Zanscare. Wskutek tego praktycznie cała starszyzna ginie a Reinforce Jr. zostaje zniszczony.
- Biała Arka (jap. ホワイトアーク Howaito Āku) – jest to specjalny statek, który załoga otrzymała od Myuler Miguel – matki Uso wraz z nowym Victory 2 Gundamem. Jest zdolny pomieścić na sobie 4 mobile.

## Cesarstwo Zanscare
Jest to państwo założone na kolonii Side 2 przez zwolenników walki z Federacją Ziemską. Powstało między 0140UC a 0150UC. Jego władczynią jest królowa Maria Armonia, jednak prawdziwym władcą jest Fonse Kagatie. Wprowadził on brutalny system karny za bunt i porażki. Najczęściej używanymi środkami zastraszającymi ludzi przez Zanscare to publiczne ścięcia na gilotynach oraz banicja w przestrzeni kosmicznej co skutkuje utratą tlenu po jakimś czasie. W 0151UC Zanscare rozpoczęło kampanię zbrojną przeciwko wyniszczonej Federacji Ziemskiej.
- Chronicle Asher (jap. クロノクル・アシャー Kuronokuru Ashā)

Seiyū: Tomoyuki Dan 
Główny antagonista serii. Ma 25 lat. Żołnierz w randze porucznika (później awansowany na majora), jeden z najlepszych pilotów mobili w BESPIE. Chronicle jest młodszym bratem Marii Armonii a jednocześnie wujkiem Shakti. Członek specjalnego oddziału BESPY o nazwie Żółte Kurtki. Od incydentu z Shokewem jest rywalem głównego bohatera serialu- Uso Ewina. Chronicle zawsze wykonuje rozkazy przełożonych, ale jest czasami przeciwny. Ponadto nie jest zwolennikiem zostawiania cywili na pastwę losu, o czym świadczy moment, gdy na przeszpiegach uratował Shakti i Karlmana od pożaru. Jest rudzielcem. Ma dosyć dziwny zwyczaj zakładania białej bawełnianej maski podczas pilotowania robota. Chronicle ginie w ostatnim odcinku serialu zabity przez Uso. Jest w pewnym sensie nawiązaniem do Chara Aznable'a oraz Jerida Messy z Zety.
- Katejina Loos (jap. カテジナ・ルース Katejina Rūsu)

Seiyū: Kumiko Watanabe 
Córka handlarza, 17-letnia dziewczyna pochodząca z miasta Woowig. Prowadziła korespondencję z Uso przed rozpoczęciem akcji i prawdopodobnie była w nim zakochana. Kiedy Woowig zostało zniszczone przez BESPĘ, Katejina i Uso uciekli z ruin wraz z Karlmanem i dołączyli do Ligi. Jednak kiedy Katejina została uprowadzona przez Chronicle'a zakochała się w nim i pod przykrywką bycia szpiegiem, przeszła na stronę Zanscare. Oprócz zdrady, zmieniła swoje poglądy i zaczęła nienawidzić Uso. W ostatnim odcinku zabiła Cony, Franny, Jukę, Milierę i Odelo. Po przegranej wojnie Katejinę dotknęła bieda i częściowa ślepota. Ostatni raz widać ją, gdy prosi Shakti o wskazanie drogi do Woowig.
- Maria Pure Armonia (jap. マリア・ピァ・アーモニア Maria Pia Āmonia)

Seiyū: Emi Shinohara 
Królowa Zanscare, Newtype a jednocześnie starsza siostra Chronicle'a i matka Shakti. Żyjąc w nędzy razem ze swoim bratem, Maria odkryła, że posiada niebywałe nadnaturalne zdolności, które pozwoliły leczyć ludzi ze wszystkich dolegliwości i chorób. Odnalazł ją wtedy Fonse Kagatie, który postanowił z jej pomocą zdobyć władzę w koloniach a później zaatakować Ziemię. Maria została koronowana na malowaną królową, przez co oddała Shakti na wychowanie innym ludziom. Maria jest zagorzałą pacyfistką i przeciwniczką metod Kagatiego. Cieszy się dużym szacunkiem zarówno u poddanych jak i wrogów. Uso przekonał ją, że ufając Kagatiemu uczyni duże zło. Podczas ataku Angel Halo na Ziemię, Maria zostaje uprowadzona przez Tassilo Vago, który używa jej jako osłony przed V2. Królowa zostaje zastrzelona przez niego podczas ucieczki.
- Fonse Kagatie (jap. フォンセ・カガチ Fonse Kagachi)

Seiyū: Kaneomi Ōya 
Szef rządu Cesarstwa Zanscare, ale też jego prawdziwy władca. Przybył z Jowisza do kolonii na Stronie 2 gdzie spotkał Marię i Chronicle'a. Widząc jej zdolności w uleczaniu ludzi, Kagatie wykorzystał ją do zdobycia władzy i podbicia Ziemi. To on jest odpowiedzialny za egzekucje Ziemian na gilotynach jak i za inne represje. Ginie podczas ataku na Angel Halo.
- Tassilo Vago (jap. タシロ・ヴァゴ Tashiro Vago)

Seiyū: Hidetoshi Nakamō 
Generał wojsk Zanscare, był głównodowodzącym atakiem na Ziemię, jednak planował bezpośredni atak z kosmosu za pomocą satelity bojowej zwanej Keilas Guille. Jego wysiłki zakończyły się sukcesem, ponieważ Zanscare zatrzymało oddział żołnierzy Federacji, z którego uratowało się ledwo kilka osób. Planował użycie ogromnego działa wiązkowego na satelicie by całkowicie zniszczyć Federację. Jednak Liga Militarna postanowiła użyć niekonwencjonalnych metod i zniszczyła satelitę. Tassilo został uratowany przez Chronicle'a, jednak kiedy powrócił na Stronę 2 został przez Kagatiego skazany na śmierć razem z Uso i Marbet. Przed gilotyną ratuje ich Odelo. Tassilo zostaje ponownie przyjęty i został dowódcą satelity Angel Halo. Zaczął podkochiwać się w Fuali Griffon. Dowiedział się o prawdziwych zamiarach Kagatiego i postanowił porwać Marię jako zakładnika. Kiedy królowa próbuje uciec, Tassilo zabija ją na oczach Uso, wskutek czego chłopak mści się na nim i także go zabija.
- Lupe Sino (jap. ルペ・シノ Rupe Shino)

Seiyū: Miki Itō 
Pilotka mobili w randze porucznika. Pojawia się już na początku serii, jednak dopiero w jej połowie odgrywa ważniejszą rolę. Podczas próby ucieczki ze Strony 2 Uso zostaje złapany przez żołnierzy Zanscare. Lupe podejrzewa, że chłopak jest Newtypem i chce przekonać się o tym sama. Próbuje w nietypowy sposób przesłuchać Uso podczas wspólnej kąpieli w wannie, jednak chłopak postanawia bronić się i wdaje się wtedy w małą bójkę, w której ugryzł jej piersi. Podczas końcowych przygotowań do ataku Angel Halo na Ziemię, młoda porucznik zakochuje się w Pipineedenie, jednak ten nie okazuje żadnego zainteresowania nią. Zdesperowana Lupe postanawia wyznać mu swoje uczucia podczas samobójczego ataku na jego statek i ginie razem z nim. Jej nazwisko pochodzi od hiszpańskiej aktorki Lupe Sino.
- Arbeo Pipineeden (jap. アルベオ・ピピニーデン Arubeo Pipinīden)

Seiyū: Junji Kitajima 
Kapitan Zanscare, dowódca oddziału Tomliatów. Chodził z Chroniclem do tej samej szkoły wojskowej, jednak rok wyżej. Między tymi dwoma panowały relacje podobne do tych, które łączyły Chara Aznable'a z Garmą Zabim. Został potem kapitanem statku klasy Lystea, który miał być nowym głównym orężem Zanscare. Przebiegły osobnik, który czasem nagina zasady. Przykładem tego może być rozkazanie Goze Barlowi wzięcia matki Uso za zakładnika. Po tym wydarzeniu oraz po przegranej bitwie, Chronicle przestał go traktować jak kolegę. Podkochiwała w nim się Lupe Sino, jednak Pipineeden odrzucał jej zaloty. W końcu pilotka postanowiła wyjawić mu swoje uczucia i w desperacki sposób zniszczyła jego statek Birkenau. Obydwoje zginęli na miejscu. Postać ta nawiązuje do Garmy Zabiego z oryginalnej serii.
- Fuala Griffon (jap. ファラ・グリフォン Fara Gurifon)
- Gettle Depre (jap. ゲトル・デプレ Getoru Depure)
- Duker Iq (jap. ドゥカー・イク Dukā Iku)
- Gottwald Hein (jap. ゴッドワルド・ハイン Goddowarudo Hain)
- Quan Lee (jap. クワン・リー Kuwan Rī)
- Mutterma Sugan (jap. ムッターマ・ズガン Muttāma Zugan)
- Goze Barl (jap. ゴズ・バール Gozu Bāru)

### Mobile
- ZMT-S12G Shokew (jap. シャッコー Shakkō) - testowy mobil BESPY. Był w kolorze żółtym. Jego testerem został Chronicle Asher, który przyleciał tą maszyną do Kasarelii. Jest to właściwy moment rozpoczęcia akcji serialu. Wtedy Uso latający na lotni włamał się do Shokewa, wyrzucił z niego pilota i sam zasiadł za sterami. Dotarł nim do miasta Woowig będąc ściganym przez żołnierzy kolonii. Mobil przetrwał atak, jednak został zniszczony podczas drugiej walki z Chroniclem, kiedy Uso ewakuował się z Shokewa za pomocą katapulty.
- ZM-S08G Zolo (jap. ゾロ Zoro) - masowo produkowany mobil BESPY w kolorze ciemnozielonym, przeznaczony do walki na Ziemi. Podobnie jak Victory, jest podzielony na segmenty, tyle że na 2. Jeden segment– Top Terminal- to helikopter, który przekształca się w ręce, kokpit, tors i głowę. Drugi– Bottom Terminal to samolot z autopilotem, który stanowi nogi. Pilotowali go między innymi Chronicle, Depre i Gary Tan. Zolo Chronicle'a był w kolorze czerwonym.
- ZMT-S13G Gozzorla (jap. ゴッゾーラ Gozzōra) - kolejny testowy mobil BESPY, zbudowany na bazie Zolo, mimo to nie miał funkcji podzielenia na segmenty oraz posiadał inny wygląd głowy. Był w kolorze niebiesko-zielonym. Gozzorla była pilotowana przez Gary’ego Tana i zniszczona przez Victory Gundama należącego do Uso.
- ZM-S09G Tomliat (jap. トムリアット Tomuriatto) - masowo produkowany mobil BESPY w kolorze purpurowym, przeznaczony do walki na Ziemi. Jest następcą Zolo, jednak w przeciwieństwie do niego nie dzieli się na części, lecz potrafi się przekształcić w helikopter. Uzbrojenie jest podobne do poprzednika, jednak miecze wiązkowe Tomliata przypominają bardziej tasaki wiązkowe. Pilotowali go między innymi Chronicle, Lupe Sino, Quan Lee i Pippineeden.
- ZMT-S16G Memmedorza (jap. メッメドーザ Memmedōza)
- ZM-S06G Zoloat (jap. ゾロアット Zoroatto)
- ZM-D11S Abigol (jap. アビゴル Abigoru)
- ZM-D15M Galguye (jap. ガルグイユ Garuguiyu)
- ZMT-S14S Kontio (jap. コンティオ Kontio)
- ZM-S19S Shytarn (jap. シャイターン Shaitān)
- ZM-S22G Rig Shokew (jap. リグ・シャッコー Rigu Shakkō)
- ZM-S24G Gedlaf (jap. ゲドラフ Gedorafu)
- ZM-S06G Zollidia (jap. ゾリディア Zoridia)
- ZM-S27G Domuttolia (jap. ドムットリア Domuttoria)
- ZM-S21G Bruckeng (jap. ブルッケング Burukkengu)
- ZM-S20S Jabako (jap. ジャバコ Jabako)
- ZMT-S29 Zaneck (jap. ザンネック Zanekku)
- ZMT-S28S Gengaozo (jap. ゲンガオゾ Gengaozo)
- ZMT-S33S Gotratan (jap. ゴトラタン Gotoratan)
- ZMT-S34S Rig Kontio (jap. リグ・コンティオ Rigu Kontio)

### Maszyny Mobilne
- ZMT-A03G Gallicson (jap. ガリクソン Garikuson)
- Motory Bojowe Kou i Outu
- Einrad i Twinrad (jap. アインラッド&ツインラッド Ainraddo to Tsuinraddo)
- ZM-A05G Recarl (jap. リカール Rikāru)
- ZM-A31S Doggore (jap. ドッゴーラ Doggōra)
- ZMT-A30S Birkenau (jap. ビルケナウ Birukenau)

## Muzyka
Opening
1. STAND UP TO THE VICTORY ~To the Victory~ (jap. STAND UP TO THE VICTORY 〜トゥ・ザ・ヴィクトリー〜) (odc. 1–31), Tomohisa Kawasoe
2. Don’t Stop! CARRY ON! (odc. 32–51), RD

Ending
1. WINNERS FOREVER -Shōrisha yo- (jap. WINNERS FOREVER-勝利者よ-) (odc. 1–31), INFIX
2. Mōichido Tenderness (jap. もう一度 Tenderness) (odc. 32–51), KIX S

Insert song
1. Hinageshi no Tabi no Mukō ni (jap. ひなげしの旅のむこうに), Koko Komine
2. Hinageshi no Tabi no Mukō ni (jap. ひなげしの旅のむこうに), Yumi Kuroda
3. Ikutsumono Ai wo Kasanete (jap. いくつもの愛をかさねて) (odc. 50-51), Motoyoshi Iwasaki
4. Itsuka Mata Umareta Toki no Tame ni (jap. いつかまた生まれた時のために) (odc. 32), karak

## Spis odcinków
1. Biały Mobil (白いモビルスーツ Shiroi Mobiru Sūtsu). Wyemitowany 2 kwietnia 1993.
2. Dzień spotkania z maszyną (マシンと会った日 Mashin to Atta Hi). Wyemitowany 9 kwietnia 1993.
3. Walka Uso (ウッソの戦い Usso no Tatakai). Wyemitowany 16 kwietnia 1993.
4. Czemu walczymy? (戦いは誰のために Tatakai wa Dare no tame ni). Wyemitowany 23 kwietnia 1993.
5. Odwet Gozzorli (ゴッゾーラの反撃 Gozzōra no Hangeki). Wyemitowany 30 kwietnia 1993.
6. Błysk wojownika (戦士のかがやき Senshi no Kagayaki). Wyemitowany 7 maja 1993.
7. Dźwięk gilotyny (ギロチンの音 Girochin no Oto). Wyemitowany 14 maja 1993.
8. Zacięta walka na falach (激闘!波状攻撃 Gekitō! Hajōkōgeki). Wyemitowany 21 maja 1993.
9. Wyruszamy (旅立ち Tabidachi). Wyemitowany 28 maja 1993.
10. Oto Gołębice (鮮烈!シュラク隊 Senritsu! Shuraku-tai). Wyemitowany 4 czerwca 1993.
11. Bastion Gołębic (シュラク隊の防壁 Shuraku-tai no Bōhei). Wyemitowany 11 czerwca 1993
12. Pozbądźmy się gilotyny (ギロチンを粉砕せよ Girochin o Funsai seyo). Wyemitowany 18 czerwca 1993.
13. Przestrzeń powietrzna Gibraltaru (ジブラルタル空域 Jiburarutaru Kūki). Wyemitowany 25 czerwca 1993.
14. Walka w Gibraltarze (ジブラルタル攻防 Jiburarutartu Kōbō). Wyemitowany 2 lipca 1993.
15. Kosmiczny pył (スペースダスト Supēsudasto). Wyemitowany 9 lipca 1993.
16. Lądowanie Reinforce (リーンホース浮上 Rīnhōsu Fujō). Wyemitowany 16 lipca 1993.
17. Królowa imperium (帝国の女王 Teikoku no Joō). Wyemitowany 23 lipca 1993.
18. Bitwa flot kosmicznych (宇宙艦隊戦 Uchū Kantaisen). Wyemitowany 30 lipca 1993.
19. Odnaleźć Shakti (シャクティを捜せ Shakuti o Sagase). Wyemitowany 6 sierpnia 1993.
20. Przeddzień bitwy (決戦前夜 Kessen Zen'ya). Wyemitowany 13 sierpnia 1993.
21. Zaatakować główną satelitę (戦略衛星を叩け Senryaku Eisei o Tatake). Wyemitowany 20 sierpnia 1993.
22. Tygrys kosmosu (宇宙の虎 Uchū no Tora). Wyemitowany 27 sierpnia 1993.
23. Infiltracja Zanscare (ザンスカール潜入 Zansukāru Sennyū). Wyemitowany 3 września 1993.
24. Bitwa w stolicy (首都攻防 Shuto Kōbō). Wyemitowany 10 września 1993.
25. Do floty i ziemi wroga (敵艦と敵地へ Tekikan to Tekichi e). Wyemitowany 17 września 1993.
26. Maria i Uso (マリアとウッソ Maria to Usso). Wyemitowany 24 września 1993.
27. Błysk pędzący po kosmosie (宇宙を走る閃光 Uchū o hashiru Senkō). Wyemitowany 1 października 1993.
28. Wielka ucieczka (大脱走 Daidassō). Wyemitowany 8 października 1993.
29. Victory 2 (新しいスーツV2 Atarashii Sūtsu Bui Tsū). Wyemitowany 15 października 1993.
30. Gundam matki (母のガンダム Haha no Gandamu). Wyemitowany 22 października 1993.
31. Motorady ruszają (モトラッド発進 Motoraddo Hasshin). Wyemitowany 29 października 1993.
32. Pod presją Doggorli (ドッゴーラ激進 Doggōra Gekishin). Wyemitowany 5 listopada 1993.
33. Ludzie żyjący na morzu (海に住む人々 Umi ni Sumu Hitobito). Wyemitowany 12 listopada 1993.
34. Operacja Wielki Walec (巨大ローラー作戦 Ktodai Rōrā Sakusen). Wyemitowano 19 listopada 1993.
35. Mama czy Shakti? (母かシャクティか Haha ka Shakuti ka?). Wyemitowano 26 listopada 1993.
36. Mama wraca na Ziemię (母よ大地にかえれ Haha yo Daichi ni kaere). Wyemitowano 3 grudnia 1993.
37. Kontratak Twinradów (逆襲ツインラッド Gyakushū Tsuinraddo). Wyemitowano 10 grudnia 1993.
38. Morze Północne w ogniu (北海を炎にそめて Hokkai o Honō ni somete). Wyemitowano 17 grudnia 1993.
39. Pieśń świetlistych skrzydeł (光の翼の歌 Hikari no Tsubasa no Uta). Wyemitowano 24 grudnia 1993.
40. Wielki atak z powietrza (超高空攻撃の下 Chōkōkūkōgeki no Shita). Wyemitowano 7 stycznia 1994.
41. Pole walki stworzone przez ojca (父のつくった戦場 Chichi no tsukutta Senjō). Wyemitowano 14 stycznia 1994.
42. Świeża krew lejąca się na świetle (鮮血は光の渦に Senketsu wa Hikari no Uzu ni). Wyemitowano 21 stycznia 1994.
43. Kometa pola walki - Fuala (戦場の彗星ファラ Senjō no Suisei Fara). Wyemitowano 28 stycznia 1994.
44. Miłość na krańcu światła (愛は光の果てに Ai wa Hikari no Hate ni). Wyemitowano 4 lutego 1994.
45. Uso tańczy wśród iluzji (幻覚に踊るウッソ Genkaku ni odoru Usso). Wyemitowano 11 lutego 1994.
46. Bunt Tassilo (タシロ反乱 Tashiro Hanran). Wyemitowano 18 lutego 1994.
47. Kobiece pole walki (女たちの戦場 Onna-tachi no Senjō). Wyemitowano 25 lutego 1994.
48. Umarłe życie, kwitnące życie (消える命咲く命 Kieru Inochi Saku Inochi). Wyemitowano 4 marca 1994.
49. Nad Anielskim Pierścieniem (天使の輪の上で Tenshi no Wa no Ue de). Wyemitowano 11 marca 1994.
50. Walka wywołana nienawiścią (憎しみが呼ぶ対決 Nikushimi ga yobu Taiketsu). Wyemitowano 18 marca 1994.
51. Wniebowstąpienie aniołów (天使たちの昇天 Tenshi-tachi no Shōten). Wyemitowano 25 marca 1994.